# Vidland
Vidland är en ö i Åland (Finland). Den ligger i Skärgårdshavet och i kommunen Brändö i landskapet Åland, i den sydvästra delen av landet. Ön ligger omkring 75 kilometer nordöst om Mariehamn och omkring 230 kilometer väster om Helsingfors.
Öns area är 7,2 hektar och dess största längd är 480 meter i nord-sydlig riktning.